# Правовой режим конопли в Швейцарии

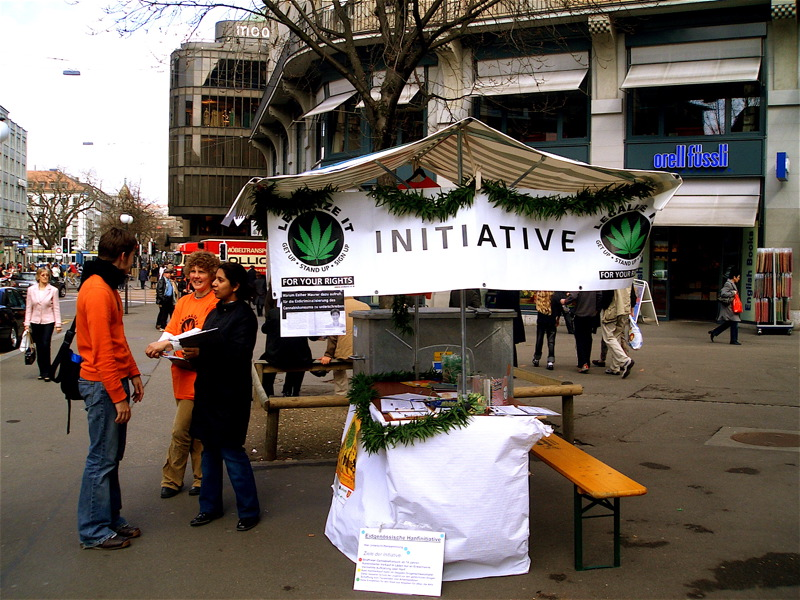
Стенд легализации в Цюрихе

Каннабис в Швейцарии является незаконным, хотя в 2012 году незначительное хранение конопли было декриминализовано и заменено штрафом. Несколько кантонов разрешили взрослым выращивать и употреблять каннабис в 2012 году, но это было отменено федеральными судами. В 2016 году четыре города заявили, что рассматривают возможность создания пилотных клубов каннабиса. Число потребителей конопли в Швейцарии оценивается примерно в 500 000 человек на 8-миллионное население.

## Классификация
Каннабис, содержащий более 1,0% ТГК, классифицируется в Швейцарии как незаконный наркотик. Таким образом, согласно Федеральному закону о наркотиках: производство, выращивание, употребление и хранение каннабиса запрещены и рассматриваются как уголовные нарушения. Наказание предусматривает лишение свободы на срок до трех лет и / или штраф.
С 2017 года почти в каждом табачном магазине продается легальный каннабис, также известный как «травка с низким содержанием ТГК» (менее 1,0%). В марте 2019 года Швейцарский федеральный административный суд оставил в силе схему налогообложения таможенных служащих, которая взимает налог в размере 38 швейцарских франков (37,70 долларов США) за килограмм, а также 25% от розничной выручки. 

## Медицинское использование
В настоящее время только один наркотический препарат каннабиса официально одобрен для медицинского применения в Швейцарии. Однако с принятием поправки к Федеральному закону о наркотиках и психотропных веществах (NarcA), принятой всенародным голосованием в 2008 году и вступившей в силу с 2011 года, швейцарские врачи могут получить специальное разрешение Федерального управления общественного здравоохранения на выписку рецептов медицинского каннабиса на 12 месяцев. Только две аптеки в стране имеют право отпускать настойки каннабиса и концентраты конопляного масла для пациентов с тяжелыми или неизлечимыми заболеваниями. Вариантов лечения цветком или смолой каннабиса нет.
Официальный препарат каннабидиола (Epidiolex) для лечения редких форм эпилепсии был одобрен FDA в июне 2018 года и Европейским агентством по лекарственным средствам в сентябре 2019 года. С тех пор швейцарским аптекам разрешено готовить и отпускать лекарственные препараты, содержащие каннабидиол в качестве магистрального препарата и рецептурного препарата (не подпадающего под действие Закона о наркотиках), в соответствии с действующим Немецким кодексом лекарственных средств DAC / NRF и швейцарскими фармакопейными стандартами.

## Попытки реформ
В 2001 году Федеральный совет Швейцарии обязался внести изменения, касающиеся декриминализации личного использования и хранения, а парламенту было поручено предложить конкретные подходы.
Попытка декриминализовать хранение и потребление каннабиса потерпела неудачу в парламенте в 2004 году. В качестве реакции в 2004 году была выдвинута народная инициатива по внесению поправок в конституцию с целью легализации каннабиса.
Результаты референдума в 2008 году показали, что 36,7% проголосовавших поддержали легализацию каннабиса.

### Декриминализация
С 28 сентября 2012 года хранение менее 10 граммов каннабиса больше не является уголовным правонарушением, но по-прежнему карается фиксированным штрафом в размере 100 швейцарских франков. Профессиональная торговля каннабисом, а также хранение определенного количества каннабиса, которое может повлиять на здоровье большого количества людей (4 кг гашиша, согласно Федеральному суду), наказываются лишением свободы на срок от одного до трех лет.
В сентябре 2017 года федеральный суд постановил, что фиксированный штраф за единоличное владение небольшими суммами налагается неправомерно с 2013 года. Штрафу может быть подвергнуто только употребление каннабиса. Как следствие, большинство кантональных полицейских управлений изменили свою политику в отношении прекращения судебного преследования небольших партий каннабиса, в то время как другие уже сделали это раньше. Однако кантоны Женева, Во, Вале, Невшатель, Юра, Тичино, Санкт-Галлен и Аппенцелля по-прежнему сохраняют старую политику.

### Кантонская легализация и аннулирование
5 октября 2012 года Федеральный суд признал недействительным соглашение о выращивании и торговле коноплей от 1 января 2012 года из-за нарушение федерального закона о лекарствах. Соглашение разрешало частным лицам в кантонах Женева, Фрайбург, Вале, Во, Невшатель, Базель-Штадт и Тичино выращивать до четырех растений конопли (содержащих менее 1,0% ТГК).

### Возобновленные попытки легализации
11 сентября 2018 года парламентская инициатива Партии зеленых, потребовавшая принятия закона о регулировании выращивания, торговли, рекреационного потребления, защиты молодежи и налогообложения каннабиса, была отклонена Национальным советом 104 голосами против 86. Между тем организация «Legalize It» готовит вторую популярную инициативу, запуск которой был запланирован на апрель 2018 года.

## Пилотные испытания
В 2016 году города Женева, Базель, Берн и Цюрих заявили, что они планируют создать пилотные клубы каннабиса с ограничением в 2000 членов, чтобы оценить их полезность. Эти пилотные проекты были закрыты Федеральным управлением общественного здравоохранения в ноябре 2017 года из-за отсутствия правовой основы. В декабре 2017 года абсолютное большинство членов обеих палат подписали парламентское предложение об изменении закона. Однако в июне 2018 года это предложение было отклонено Национальным советом после того, как оно прошло Совет Кантонов. В июле 2018 года Федеральный совет все равно направил в парламент предложение о будущих исследованиях каннабиса.
25 сентября 2020 года швейцарский парламент одобрил поправку к Федеральному закону о наркотиках и психотропных веществах (NarcA), которая вступила в силу 15 мая 2021 года. Поправка обеспечивает правовую основу для научных исследований с отдельными группами потребителей каннабиса в развлекательных целях, проживающих в Швейцарии, и устанавливает регулируемый на федеральном уровне процесс выращивания и сбора наркотического каннабиса с ограничениями дозировки (20% ТГК), использования пестицидов и требованием к  предупреждениям на этикетке. Федеральные постановления будут оставаться в силе в течение 10 лет, определяя индивидуальные критерии для участников испытаний и регулируя национальное производство и торговлю психотропным каннабисом (произведенным в Швейцарии).
Ряд крупных швейцарских городов и муниципалитетов выразили заинтересованность в участии в этих исследованиях, но сначала им необходимо доказать, что рекреационный каннабис  не оказывает отрицательного воздействия на благополучие населения в целом. Начиная с 2022 года, одобренные потребители конопли в Швейцарии будут иметь возможность приобретать каннабис в местных аптеках в соответствии со строгими правилами, установленными Федеральным управлением общественного здравоохранения (FOPH).
В октябре 2021 года парламентская комиссия постановила, что каннабис не должен быть запрещен, и Швейцария собирается разработать законопроект о легализации каннабиса «для лучшей защиты потребителей» .

## Штрафы
Наказания, налагаемые на практике, различаются в зависимости от кантона. Штрафы, принятые Бернской ассоциацией судей в 2007 году, предусматривают следующее:
| Нарушение | Наказание |
| --- | --- |
| Хранение менее 10 граммов каннабиса                                                                                                   | Штраф 100 швейцарских франков |
| Употребление легких наркотиков в нормальных случаях (первое нарушение или незначительное количество, или короткий период потребления) | Штраф от 100 швейцарских франков (в зависимости от финансового положения обвиняемого).                                                                             |
| Употребление легких наркотиков, неоднократные нарушения                                                                               | Увеличение штрафа (в зависимости от серьезности нарушения и финансового положения обвиняемого).                                                                    |
| Торговля легкими наркотиками до 100 г                                                                                                 | Денежный штраф в размере 1–5 суточных ставок. Ежедневная ставка устанавливается судом и обычно составляет примерно одну тридцатую ежемесячного дохода обвиняемого. |
| Торговля легкими наркотиками, 100 г до 1 кг                                                                                           | Денежный штраф в размере 5–30 суточных ставок. |
| Торговля легкими наркотиками, 1 кг или больше                                                                                         | Денежный штраф более 30 суточных ставок. |
| Владение более 4 кг | От одного до трех лет лишения свободы |